# Tally trades
Tally trade (kangō bōeki) zijn handelsverdragen tussen China en Japan door middel van genummerde vellen papier (tallies) van circa 80 bij 35 centimeter. Deze waren voorzien van het zegel van de regerende keizer, met deze papieren moesten Japanse gezanten bij aankomst in de Chinese haven Ningbo legitimeren.
Op de achterkant vindt men het aantal personen het gezantschap inhield, de inhoud van het tribuut en welke en hoeveel goederen ze meehadden.
Deze kango boeki duurden van 1404 tot midden zestiende eeuw (met uitzondering tussen 1411 tot 1432)
Goederen die het Chinese Hof niet aannam werden op de terugweg verkocht.